# Собера, Роберт
Роберт Собера (пол. Robert Sobera; род. 19 января 1991, Вроцлав, Польша) — польский легкоатлет, специализирующийся в прыжке с шестом. Чемпион Европы (2016). Двукратный чемпион Польши. Участник летних Олимпийских игр 2016 года.

## Биография
Начал заниматься спортом в семь лет, когда пришёл в спортивную акробатику. Таким образом, он продолжил традиции мамы и сестры, которые были гимнастками. Однако через пять лет тренировок стало понятно, что Роберт слишком высок для акробатики, и его школьный учитель физкультуры посоветовал попробовать себя в лёгкой атлетике. Тренер Дариуш Лось, к которому попал Собера, увидел предрасположенность у нового ученика к прыжку с шестом.
В юношеские годы отметился несколькими победами на национальном уровне, а в 2009 году впервые заслужил право представлять Польшу на международных соревнованиях. На юниорском чемпионате Европы в сербском Нови-Саде он занял первое место в квалификации, но в финале не смог взять начальную высоту. Спустя год на чемпионате мира среди юниоров остановился в шаге от пьедестала, заняв четвёртое место с результатом 5,30 м.
Выйти на новый уровень Роберту удалось зимой 2013 года, когда он улучшил личный рекорд с 5,42 м до 5,71 м. Этот результат он показал в финале чемпионата Европы в помещении, где стал шестым. Летом он взял серебро молодёжного первенства Европы и принял участие в чемпионате мира (не справился с начальной высотой в квалификации).
В летнем сезоне 2014 года установил личный рекорд 5,80 м. Участвовал в чемпионате Европы, где вновь не показал ни одной результативной попытки.
Занял четвёртое место на чемпионате Европы в помещении 2015 года, уступив в борьбе за бронзу своему соотечественнику Петру Лисеку. Выиграл бронзовую медаль Универсиады в корейском городе Кванджу, стал 15-м в финале чемпионата мира 2015 года.
Чемпионат Европы 2016 года проходил в тяжёлых погодных условиях, сильный ветер постоянно менял своё направление. Собера показал результат 5,60 м и шёл лидером. На момент, когда в сектор впервые вышел действующий чемпион Европы и рекордсмен мира Рено Лавиллени, все остальные участники закончили борьбу. Однако совершить хотя бы одну удачную попытку ему не удалось, и Роберт Собера стал новым чемпионом Европы.
На Олимпийских играх в Рио-де-Жанейро он показал аналогичный результат (5,60 м), но в этот раз его не хватило даже для преодоления квалификации.

## Основные результаты
| Год  | Турнир                          | Место проведения         | Место        | Результат |
| ---- | ------------------------------- | ------------------------ | ------------ | --------- |
| 2009 | Чемпионат Европы среди юниоров  | Нови-Сад, Сербия         | —            | NM        |
| 2010 | Чемпионат мира среди юниоров    | Монктон, Канада          | 4-е          | 5,30 м    |
| 2011 | Чемпионат Европы среди молодёжи | Острава, Чехия           | 11-е         | 5,20 м    |
| 2013 | Чемпионат Европы в помещении    | Гётеборг, Швеция         | 6-е          | 5,71 м    |
| 2013 | Командный чемпионат Европы      | Гейтсхед, Великобритания | 4-е          | 5,50 м    |
| 2013 | Чемпионат Европы среди молодёжи | Тампере, Финляндия       | 2-е          | 5,60 м    |
| 2013 | Чемпионат мира                  | Москва, Россия           | — (квал.)    | NM        |
| 2014 | Чемпионат мира в помещении      | Сопот, Польша            | 6-е          | 5,65 м    |
| 2014 | Чемпионат Европы                | Цюрих, Швейцария         | —            | NM        |
| 2015 | Чемпионат Европы в помещении    | Прага, Чехия             | 4-е          | 5,80 м    |
| 2015 | Универсиада                     | Кванджу, Южная Корея     | 3-е          | 5,50 м    |
| 2015 | Чемпионат мира                  | Пекин, Китай             | 15-е         | 5,50 м    |
| 2016 | Чемпионат мира в помещении      | Портленд, США            | 6-е          | 5,65 м    |
| 2016 | Чемпионат Европы                | Амстердам, Нидерланды    | 1-е          | 5,60 м    |
| 2016 | Олимпийские игры                | Рио-де-Жанейро, Бразилия | 13-е (квал.) | 5,60 м    |